# Conoscyphus trapezioides
Conoscyphus trapezioides är en bladmossart som först beskrevs av Sande Lac., och fick sitt nu gällande namn av Victor Félix Schiffner. Conoscyphus trapezioides ingår i släktet Conoscyphus och familjen Lophocoleaceae. Inga underarter finns listade i Catalogue of Life.